# Texas Instruments
Die Texas Instruments Incorporated, häufig auch als TI bezeichnet, ist eines der größten US-amerikanischen Technologieunternehmen mit Sitz in Dallas, Texas. Der europäische Hauptsitz des Konzerns befindet sich im oberbayerischen Freising. TI ist weltweit einer der größten Halbleiterhersteller, mit Stand 2022 gemessen am Erlös auf Platz 8.
Texas Instruments stellt hauptsächlich Halbleiter her, bestehend aus einer großen Produktvielfalt von analogen Bausteinen wie Power Management, Operationsverstärker, Datenwandler sowie digitale Bausteine wie digitalen Signalprozessoren, Mikrocontrollern, Mehrkernprozessoren für Industrie- und Automobilanwendungen. Weitere Geschäftsbereiche sind Taschenrechner sowie Digital-Light-Processing-Chips (DLP) für Projektoren.
In den Forbes Global 2000 der weltweit größten Unternehmen des Jahres 2024 belegt Texas Instruments Platz 336 und kommt auf einen Börsenwert von ca. 150 Mrd. US-Dollar. (Stand Ende 2023)

## Geschichte

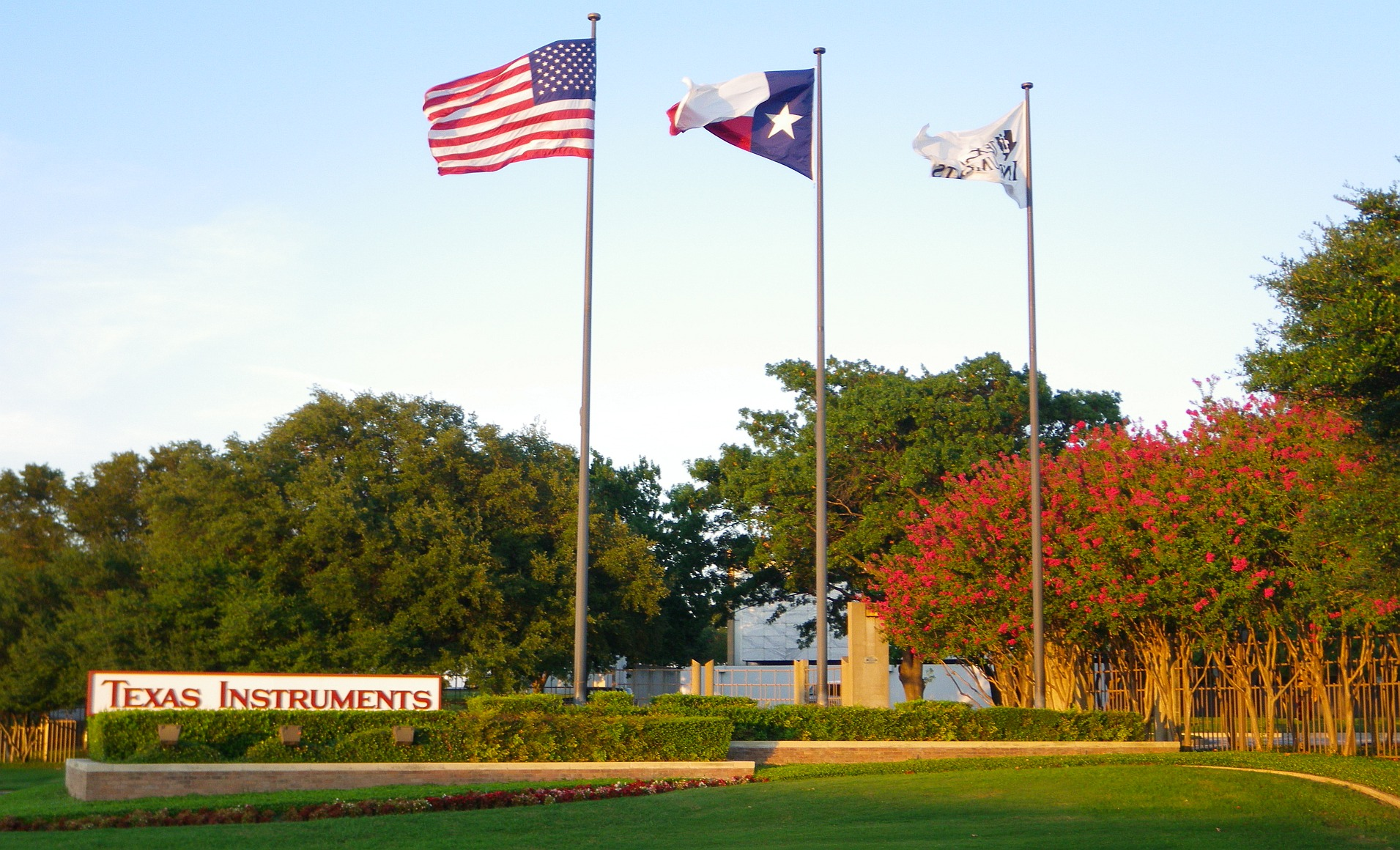
Einfahrt zum Hauptsitz von Texas Instruments in Dallas, Texas

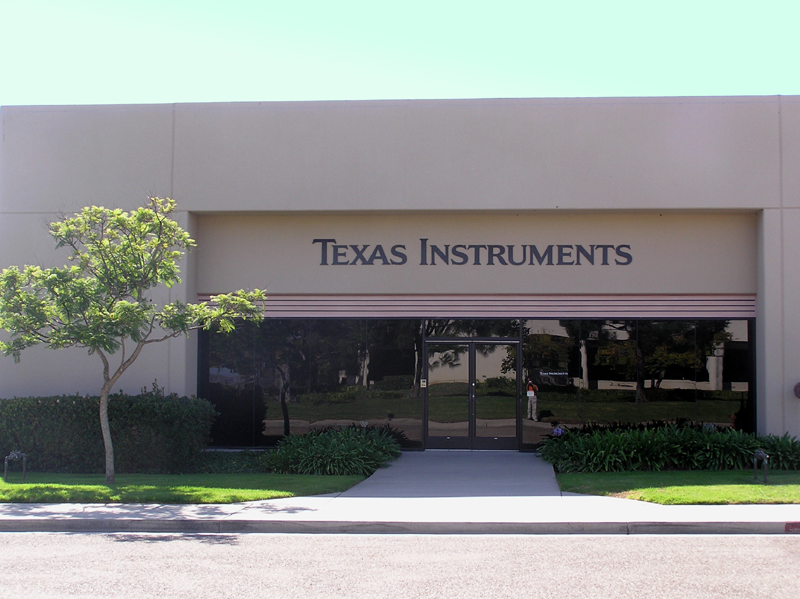
Ein Büro von Texas Instruments in Kalifornien

### Gründung
Das Unternehmen wurde 1951 von Cecil Howard Green, Jon Erik Jonsson, Eugene McDermott und Henry Bates Peacock gegründet und ging aus dem Vorläuferunternehmen Geophysical Service Incorporated (GSI) hervor, welches von Eugene McDermott im Jahr 1930 gegründet wurde. Alle vier Gründungsmitglieder waren Mitarbeiter bei GSI.
Am 18. Oktober 1954 kündigte das Unternehmen das weltweit erste Transistorradio an, welches von ihm entwickelt worden war, jedoch von einer anderen Firma vertrieben wurde, und das zum Weihnachtsgeschäft auf den Markt kam (siehe Regency TR-1).

### 1958 bis 2000
1958 wurde bei Texas Instruments von Jack S. Kilby der erste integrierte Schaltkreis („integrated circuit“, IC) entwickelt und in den 1960er Jahren folgten die TTL-Chips der „7400er“-Serie. Anfangs waren das ICs mit einigen wenigen, einfachen Logikfunktionen (NAND-Gatter, NOR-Gatter etc.), die später immer komplexer wurden. Da sich ICs zunächst nur schleppend durchsetzten, entwickelte Kilby 1967 eine darauf basierende kleine Rechenmaschine als Prototyp. Texas Instruments suchte und fand schließlich einen Abnehmer für die neue Technik in der Büromaschinensparte von Canon: Deren „Pocketronic“ von 1970 war der erste Taschenrechner mit einer integrierten Schaltung. Im Zuge des dann schnell einsetzenden Erfolgs der Taschenrechner brachte Texas Instruments im April 1972 mit dem TI-2500 Datamath ein erstes eigenes Produkt auf den Markt.
Das Unternehmen gehört zu den Pionieren auf dem Gebiet der Heimcomputer. 1979 brachte der Konzern den wenig erfolgreichen TI-99/4 auf den Markt, der zwar über den fortschrittlichen Mikroprozessor TMS9900 verfügte, aber lediglich eingeschränkte Grafikfähigkeiten und eine schwergängige Gummitastatur besaß. Der 1981 der Öffentlichkeit vorgestellte TI-99/4A war dagegen bedeutend erfolgreicher und gilt als weltweit erster für Privatkunden erschwinglicher 16-Bit-Heimcomputer. Mindestens 2,5 Millionen Stück des gegenüber dem Vorgängermodell deutlich verbesserten Rechners wurden bis 1984 verkauft.
Auch im Bereich Rüstung war das Unternehmen sehr erfolgreich und entwickelte u. a. die Luft-Boden-Rakete AGM-88 HARM, und im Rahmen des Projekts AAWS-M (Advance Anti-tank Weapon System-Medium) ab 1990 (gemeinsam mit Martin Marietta) eine Panzerabwehrlenkwaffe, die heute als FGM-148 Javelin bekannt ist. Im Jahr 1997 wurde die Rüstungssparte an Raytheon veräußert.
1997 verkaufte das Unternehmen seine Softwaresparte an Sterling Software, das 2000 von Computer Associates (heute CA, Inc.) übernommen wurde. Im Jahr 2000 übernahm Texas Instruments Burr-Brown, einen der damals führenden und bekannten Hersteller von integrierten Analog-Schaltkreisen.

### Seit 2000
Heute ist das Unternehmen auch einer der größten Chip-Hersteller weltweit. Im Jahr 2006 wurde TI auf Platz 167 der Global-500-Liste der größten Unternehmen geführt.
Das Unternehmen verkündete am 14. Mai 2009 die Übernahme der auf Arm-Mikrocontroller spezialisierten Firma Luminary Micro. Die in Austin angesiedelte Firma Luminary Micro hatte zu dem Zeitpunkt 65 Mitarbeiter und bot Arm-Mikrocontroller mit Cortex-M3-Architektur an. Luminary Micro war der erste Lizenznehmer der Cortex-M3-Architektur und bot als erster Hersteller Mikrocontroller dieses Typs mit dem Namen Stellaris an. Für ihre Mikrocontroller erhielt Luminary Micro im Jahr 2006 vier Auszeichnungen der Fachwelt, u. a. von EE Times und EDN.
Am 23. September 2011 übernahm das Unternehmen (wie am 5. April 2011 mitgeteilt) den Rivalen National Semiconductor für 6,5 Milliarden Dollar (25 Dollar je Aktie).
Brian Crutcher wurde nach 22 Jahren Betriebsangehörigkeit am 1. Juni 2018 zum Konzernchef befördert, trat jedoch bereits sechs Wochen später im Juli wieder zurück. Vorgeworfen wurden ihm „Verstöße gegen den Verhaltenskodex“. Es übernahm wieder sein Vorgänger Rich Templeton. Am 1. April 2023 übernahm Haviv Ilan die Rolle des Präsidenten und CEO.
Stand 2023 hat das Unternehmen etwa 33.000 Mitarbeiter (14.000 in Amerika, 17.000 im asiatisch-pazifischen Raum und 2.000 in Europa).

## Ausgewählte Produkte
| Produktgruppe                  | Produkte |
| ------------------------------ | --- |

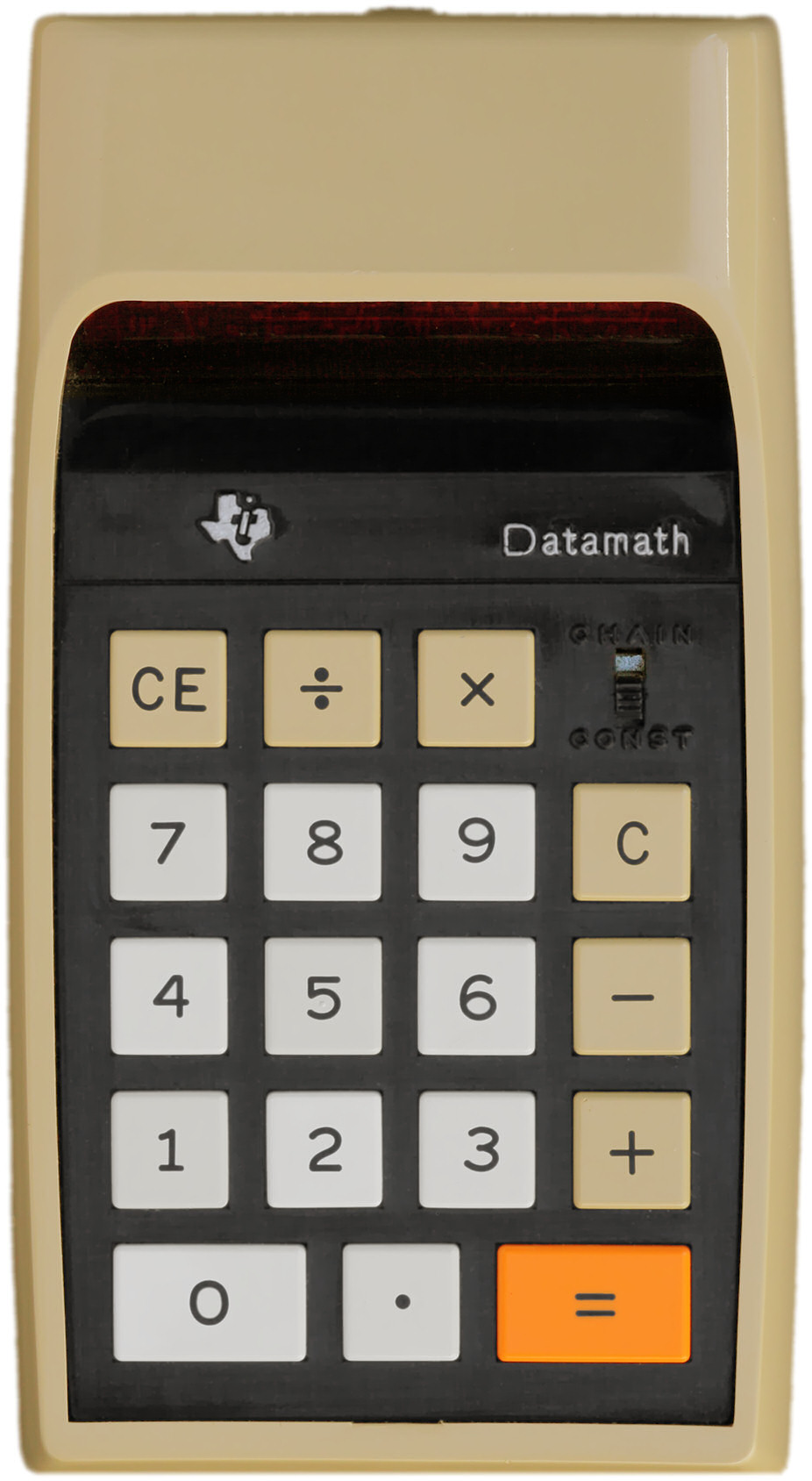
TI Datamath 2500

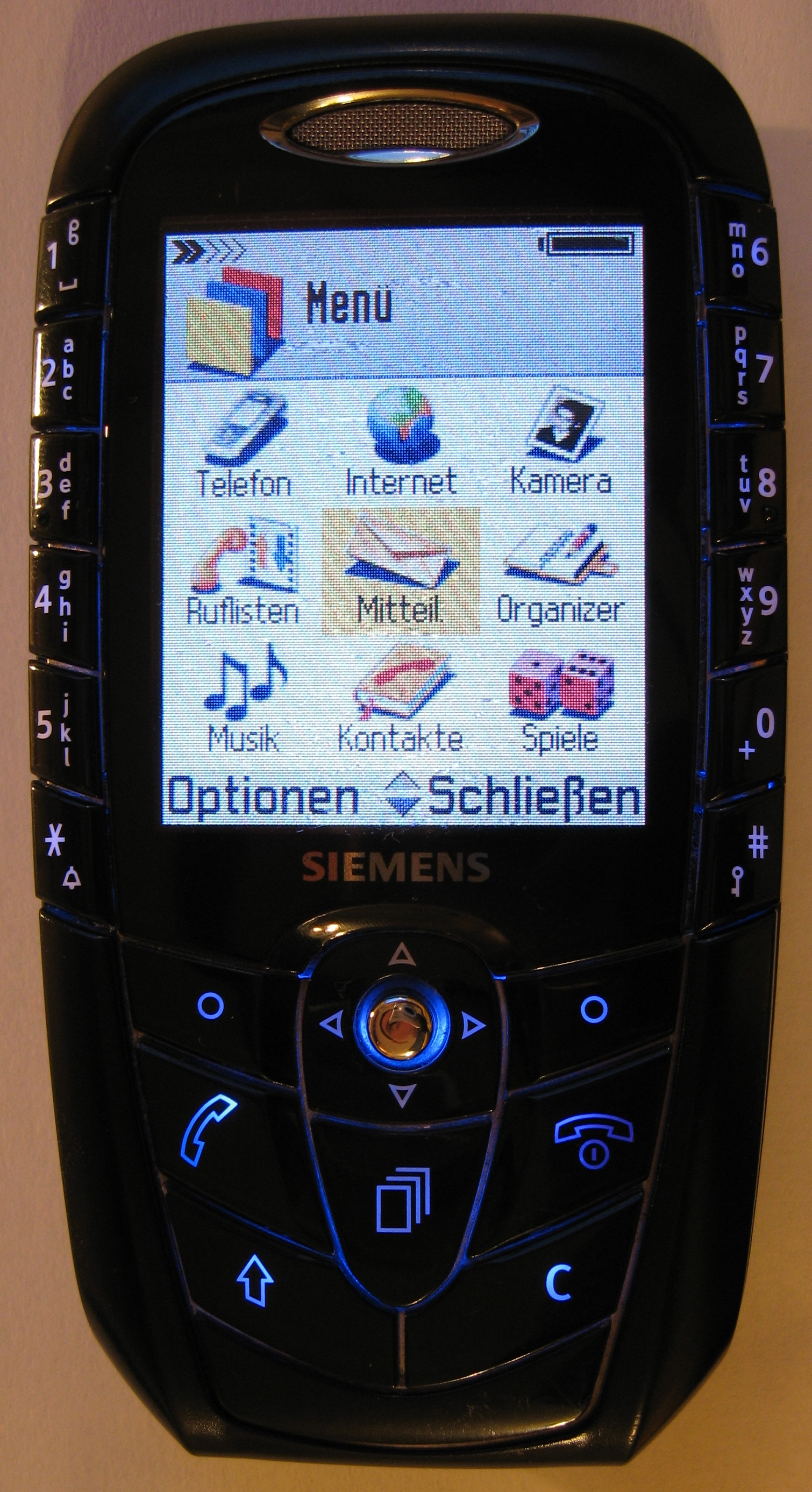
Siemens SX1

|                                | - Linearregler (LDO) – Stromversorgungslösungen für Anwendungen - Datenwandler – Analog-Digital-Umsetzer (ADC) und Digital-Analog-Umsetzer (DAC) - Operationsverstärker (OpAmp, OPV) – Highspeed-, Präzisions-, Audio- und Universalverstärker - TI MSP430 – 16-Bit-Mikrocontroller - TI TMS470/TMS570 – 32-Bit-Mikrocontroller für Automotive-Applikationen - TMS320 – eine Reihe von 16-Bit- und 32-Bit-DSP - TI Sitara-Prozessoren - Arm Cortex-A-Serie-basierte 32-Bit-DSP |
| Taschenrechner                 | - TI-2500 Datamath - SR-10 erschien 1973 in den USA - SR-50 erschien 1974, erstmals mit (1) bedienbarem Speicher und der Funktion Fakultät - SR-51 1975, 3 Speicher, Funktionstasten mit 2. Funktion („2nd“-Taste links oben), gleiche Größe wie SR-50 - TI-25 - TI-30, TI-30X IIS und IIB, TI-30X Plus MultiView - TI-34 II - TI Programmer |
| Programmierbare Taschenrechner | - SR-52 mit Magnetkarten für Programme - TI-57, TI-58, TI-58C und TI-59 - TI-68 |
| Grafikfähige Taschenrechner    | numerisch - TI-81 - TI-82 und TI-82 Stats - TI-83, TI-83 Plus und TI-83 Plus Silver Edition - TI-84 Plus und TI-84 Plus Silver Edition - TI-85 - TI-86 - TI-Nspire Mit Computeralgebrasystem - TI-89 und TI-89 Titanium - TI-92 und TI-92 Plus - Voyage 200 - TI-Nspire CAS |
| Home-Computer                  | - TI-99/4 - TI-99/4A |
| Organizer                      | - Avigo 10 |
| Featurephone                   | - Siemens SX1 (Chipsatz TI OMAP 310) |
| Software                       | - Derive – Computer-Algebra-System für MS-DOS und Windows - TI-InterActive! – Computer-Algebra-System mit integrierter Textverarbeitung - TI-Nspire und TI-Nspire CAS – Computer-Algebra-System, dynamische Geometrie, Tabellenkalkulation, dynamische Statistiksoftware und Textverarbeitung in einem |
| Luft-Boden-Rakete              | - AGM-88 HARM - High-Speed-Anti-Radiation-Missile |